# Opisthotropis cheni
Opisthotropis cheni là một loài rắn trong họ Rắn nước. Loài này được Zhao miêu tả khoa học đầu tiên năm 1999.